# Aldaia
Aldaia és un municipi del País Valencià situat a la comarca de l'Horta Sud.

## Geografia
El poble està situat en la zona de contacte entre l'Horta de València i el Pla de Quart, fins als contraforts de la Serra Perenxisa. El terme municipal és completament pla i limita amb el d'Alaquàs, Quart de Poblet i Xirivella (a la mateixa comarca); amb Torrent (a l'Horta Sud) i amb Xiva (a la Foia de Bunyol).
El terme, molt pla, està travessat de nord a sud pel barranc de Xiva (o del Poio) i pel sud de la població pel barranc d'Aldaia. La zona d'horta es rega amb la séquia de Benàger, provinent de Quart de Poblet. Des del nord-oest, el barranc de la Saleta finalitza el seu recorregut prop de l'estació del ferrocarril. Creua el terme la séquia de Manises, que porta aigua del riu Túria, distribuïdes després per la séquia del Comuner d'Aldaia. La població d'Aldaia està dividida per la línia fèrria de Madrid-València. El poble està molt prop d'Alaquàs, amb el qual quasi forma un sol nucli urbà.
Al nord del poble hi ha un nucli urbà anomenat Barri del Crist, dividit entre els termes municipals d'Aldaia i de Quart de Poblet.
Per accedir a la població, es pot fer des de l'autovia A-3 a través de les eixides 345 i 349B. Des d'Alaquàs es fa a través de la carretera CV-33 i des de Xirivella a través de la carretera CV-409.

## Història
Hi ha vestigis que apunten que la zona va estar poblada en època romana, com ho testifiquen les restes trobades en l'Ereta dels Moros, La Punja i Les Bases, jaciments quasi totalment destruïts per a usos industrials i agrícoles. El primer dels llocs s'identifica com una vila romana, lloc de procedència del Bacus d'Aldaia, actualment exposat al Museu Arqueològic Nacional de Madrid.
El topònim és d'origen musulmà, Ad daya, que va donar origen a la paraula "aldea". Esta etimologia suggerix que l'origen del poble fora una aldea més que una senzilla alqueria, un xicotet nucli de camperols lliures i sense un territori determinat, que a les hores formava part del territori propi del castell musulmà de Quart.
Després de la conquesta de Jaume I, Aldaia fou atorgada al Priorat de Sant Vicent de la Roqueta de València, igual que la població veïna de Quart de Poblet. Sant Vicent de la Roqueta pertanyia al monestir de Sant Victorià d'Aragó. Una permuta posterior, de temps d'Alfons el Liberal i ratificada per Jaume II, feu que el monestir de Poblet entregara la vila de Piera als de Sant Victorià, prenent a canvi la Casa Hospital de Sant Vicent de València. Així els monjos de Poblet passaven a ser senyors d'Aldaia, dins el terme general de Quart.
Durant el període en què va formar part del terme general de Quart, Aldaia no tenia un terme propi, però sí disposava d'una certa autonomia de gestió amb les institucions pròpies del règim municipal foral: jurats, consell general, justícia i batlle; encara que el justícia de Quart exercia una jurisdicció superior. Esta estructura desaparegué amb el Decret de Nova Planta.
La situació portà al plantejament d'un plet davant la Reial Audiència de Valéncia per part de les institucions aldaieres contra el Monestir de Poblet i l'ajuntament de Quart. Va concloure amb una providència de 12 de juny de 1798 que obligava al senyor territorial -el Monestir- a assenyalar un terme particular d'Aldaia dins del terme general de Quart. La línia de separació va ser marcada amb mollons i recollida en escriptura de 15 de novembre de 1798.
El 6 d'agost de 1835, arran de la desamortització de Mendizábal, Aldaia deixà de pertànyer al Monestir de Poblet.
El nucli original d'Aldaia se situava en entorn de l'actual plaça de la Constitució, format pels carrers de Coladors, Santa Bàrbara, Sant Antoni i el carrer Major. A partir del nucli central, el poble es va estendre cap al sud en la dècada de 1930, en direcció a l'estació de ferrocarril i perllongant el carrer de l'Església, una via perpendicular del carrer major. L'expansió posterior es va realitzar en totes les direccions, fusionant-se el nucli urbà amb el d'Alaquàs en l'avinguda del Dos de Maig.
La riuada de 14 d'octubre de 1957 va provocar el desbordament del barranc de la Saleta pels seus dos marges. 50 fanecades de secà quedaren totalment perdudes, mentre que 1.500 de regadiu quedaren arenades o erosionades. La riuada va destruir trams de la séquia del Comuner. El pont del barranc dels Cavalls es va enfonsar. De la part urbana, els carrers més afectats estigueren els de la Mare de Déu del Remei, Adolfo Sàez (a les hores Vázquez Mella), els de l'Església, Sant Vicent i el Barri de la Brillantina.
L'any 2021 el Tribunal del Comuner del Rollet de Gràcia de l'Horta d'Aldaia s'incorpora a l'àmbit jurisdiccional com a tribunal consuetudinari.
Al carrer Picanya, 7 està situat l'Arxiu Municipal d'Aldaia.

## Demografia
En 1510 el poble tenia 46 famílies (més de 200 habitants), que van ascendir a 60 en 1572 i a 130 en 1609. Amb l'expulsió dels moriscos i la crisi general del segle xvii, la població del terme va descendir a 110 famílies o veïns en 1646, que es van mantindre estables fins a 1713. En 1787, a Aldaia vivien 1.500 persones i en 1877 ja hi havia 2.175 habitants. A partir d'esta etapa, el creixement ha sigut constant.
El corrent immigratori de la dècada dels seixanta i setanta, amb l'arribada de nombrosos immigrants provinents de l'interior valencià i províncies de Castella-la Manxa, explica que en 1981 Aldaia concentrara 20.800 persones, quasi triplicant el nombre d'habitants en vint anys. Aldaia tenia 31.320 habitants en 2017 (INE). Tot seguit, s'hi mostra l'esdevenir demogràfic de la població del municipi al llarg de l'època estadística: 
A data de 2022, Aldaia tenia 32.656 habitants (INE).
| any  | habitants |
| ---- | --------- |
| 1857 | 2.050     |
| 1887 | 2.326     |
| 1900 | 2.906     |
| 1910 | 3.236     |
| 1920 | 3.423     |
| 1930 | 3.974     |
| 1940 | 4.570     |
| 1950 | 6.382     |
| 1960 | 9.579     |
| 1970 | 16.157    |
| 1981 | 20.800    |
| 1991 | 22.350    |
| 2000 | 24.485    |
| 2010 | 30.203    |
| 2020 | 32.204    |
| 2022 | 32.656    |

## Economia
Tradicionalment, Aldaia ha estat un poble de base econòmica artesanal, evolucionant cap a l'activitat industrial. Al segle xix i XX, els "teulers", tallers de pipes i joguines i, sobretot, els ventalls (o palmitos) caracteritzaven la manufactura del poble. Actualment el sector industrial és molt important, especialment la indústria de la fusta, fabricació de productes metàl·lics, plàstics i fabricació de ventalls o palmitos. Més del 20% del terme municipal és sòl industrial. Una de les principals fàbriques del municipi és la planta de Danone.
Un 70% del terme és conreat i predomina el regadiu (95% de les terres cultivades), aprofitant l'aigua del Túria, a través de la séquia de Manises. Ara, sols un 1,5% dels ocupats del poble treballen encara al camp, conreant les 769 hectàrees de regadiu i les 45 de secà. En les primeres destaquen els cítrics (amb 613 hectàrees) i en les segons les garrofes (26 hectàrees). Les terres, molt repartides (el 98% són menors de 5 ha), són explotades per administració directa. Els treballadors dels serveis són un 49%, mentre que els del sector de la construcció són un 12%. A Aldaia se situa a més un gran centre comercial inaugurat en 2000 i que compta amb 135.000 m², un dels més grans d'Espanya.
Aldaia està situada en un lloc privilegiat, perquè està molt ben connectada mitjançant una xarxa de comunicacions terrestres amb la ciutat de València i l'aeroport de Manises. A més, pel seu terme passa l'autovia de Madrid (A-3), que comunica la gran ciutat amb els pobles de l'interior de la província de València, i la Ronda Est, que enllaça els pobles de la comarca de l'Horta Sud. Respecte al transport públic, dos mitjans de comunicació travessen el poble: una línia d'autobusos i dues de tren, una de rodalia (València-Bunyol-Utiel) i una regional (València-Cuenca-Madrid). Disposa d'un macrocentre comercial, Bonaire, inaugurat l'any 2000, que és un dels més grans de l'Estat espanyol, amb 135.000 m² de superfície.

## Política i govern

### Composició de la Corporació Municipal
El Ple de l'Ajuntament està format per 21 regidors. En les eleccions municipals de 26 de maig de 2019 foren elegits 14 regidors del Partit Socialista del País Valencià (PSPV-PSOE), 3 del Partit Popular (PP), 3 de Ciutadans - Partit de la Ciutadania (Cs) i 1 de Compromís per Aldaia (Compromís).
| Eleccions municipals de 26 de maig de 2019 - Aldaia                                                                             |                                          |                                     |                                     |         |          |          |
| Candidatura | Candidatura                              | Candidatura                         | Cap de llista                       | Vots    | Vots     | Regidors |
| | Partit Socialista del País Valencià-PSOE |                                     | Guillermo Luján Valero              | 8.4715  | 59,10%   | 14 (+6)  |
| | Partit Popular                           |                                     | Paco Ferrandis Navarro              | 2.140   | 14,51%   | 3 (-1)   |
| | Ciutadans - Partit de la Ciutadania      |                                     | Patricia García Guasp               | 1.888   | 12,80%   | 3 ()     |
| | Compromís per Aldaia                     |                                     | Lluís Albert Granell Martínez       | 912     | 6,18%    | 1 (-1)   |
| | Altres candidatures                      |                                     |                                     | 1.013   | 6,87%    | 0 ( -4)  |
| | Vots en blanc                            |                                     |                                     | 79      | 0,54%    |          |
| Total vots vàlids i regidors | Total vots vàlids i regidors             | Total vots vàlids i regidors        | Total vots vàlids i regidors        | 14.747  | 100 %    | 21       |
| | Vots nuls                                | Vots nuls                           | Vots nuls                           | 81      | 0,55%    |          |
| Participació (vots vàlids més nuls)                                                                                             | Participació (vots vàlids més nuls)      | Participació (vots vàlids més nuls) | Participació (vots vàlids més nuls) | 14.828  | 61,50%** |          |
| Abstenció | Abstenció                                | Abstenció                           | Abstenció                           | 9.281*  | 38,50%** |          |
| Total cens electoral | Total cens electoral                     | Total cens electoral                | Total cens electoral                | 24.109* | 100 %**  |          |
| Alcalde: Guillermo Luján Valero (PSPV) (15/06/2019) Per majoria absoluta dels vots dels regidors (14 vots de PSPV)              |                                          |                                     |                                     |         |          |          |
| Fonts: JEC, JEZ València, M. Interior, Periòdic Ara. (* No són vots sinó electors. ** Percentatge respecte del cens electoral.) |                                          |                                     |                                     |         |          |          |

### Alcaldes
Des de 2015 l'alcalde d'Aldaia és Guillermo Luján Valero de PSPV-PSOE.
| Període                       | Alcalde o alcaldessa                              | Partit polític | Data de possessió     | Observacions         |
| ----------------------------- | ------------------------------------------------- | -------------- | --------------------- | -------------------- |
| 1979–1983                     | Salvador Vilanova Almenar                         | PSPV-PSOE      | 19/04/1979            | --                   |
| 1983–1987                     | Enric Luján Folgado                               | PSPV-PSOE      | 28/05/1983            | --                   |
| 1987–1991                     | Enric Luján Folgado                               | PSPV-PSOE      | 30/06/1987            | --                   |
| 1991–1995                     | Enric Luján Folgado                               | PSPV-PSOE      | 15/06/1991            | --                   |
| 1995–1999                     | Enric Luján Folgado Desamparats Navarro i Pròsper | PSPV-PSOE      | 17/06/1995 25/10/1997 | Dimissió/renúncia -- |
| 1999–2003                     | Desamparats Navarro i Pròsper                     | PSPV-PSOE      | 03/07/1999            | --                   |
| 2003–2007                     | Desamparats Navarro i Pròsper                     | PSPV-PSOE      | 14/06/2003            | --                   |
| 2007–2011                     | Desamparats Navarro i Pròsper                     | PSPV-PSOE      | 16/06/2007            | --                   |
| 2011–2015                     | Carmen Jávega Martínez                            | PP             | 11/06/2011            | --                   |
| 2015–2019                     | Guillermo Luján Valero                            | PSPV-PSOE      | 13/06/2015            | --                   |
| 2019-2023                     | Guillermo Luján Valero                            | PSPV-PSOE      | 15/06/2019            | --                   |
| Des de 2023                   | n/d                                               | n/d            | 17/06/2023            | --                   |
| Fonts: Generalitat Valenciana |                                                   |                |                       |                      |

## Monuments i edificis d'interés

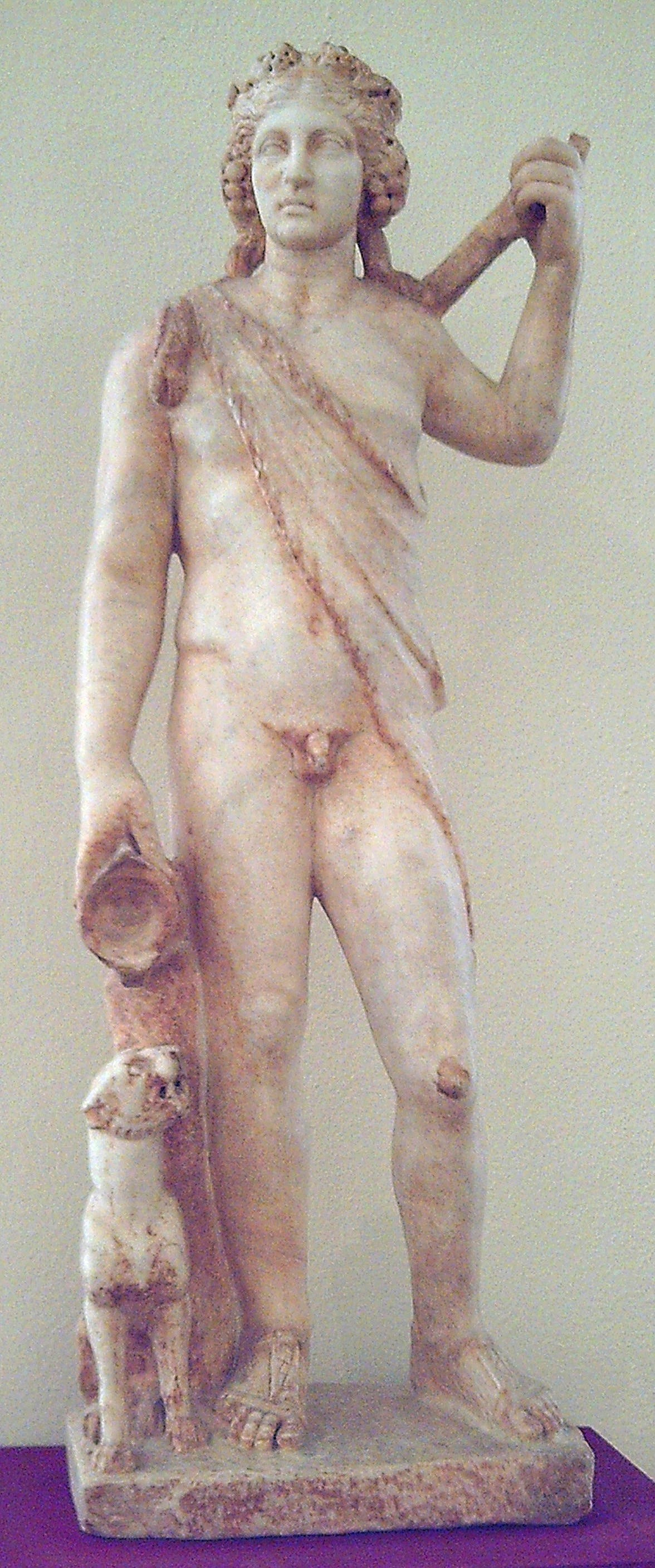
Bacus d'Aldaia (M.A.N., Madrid).

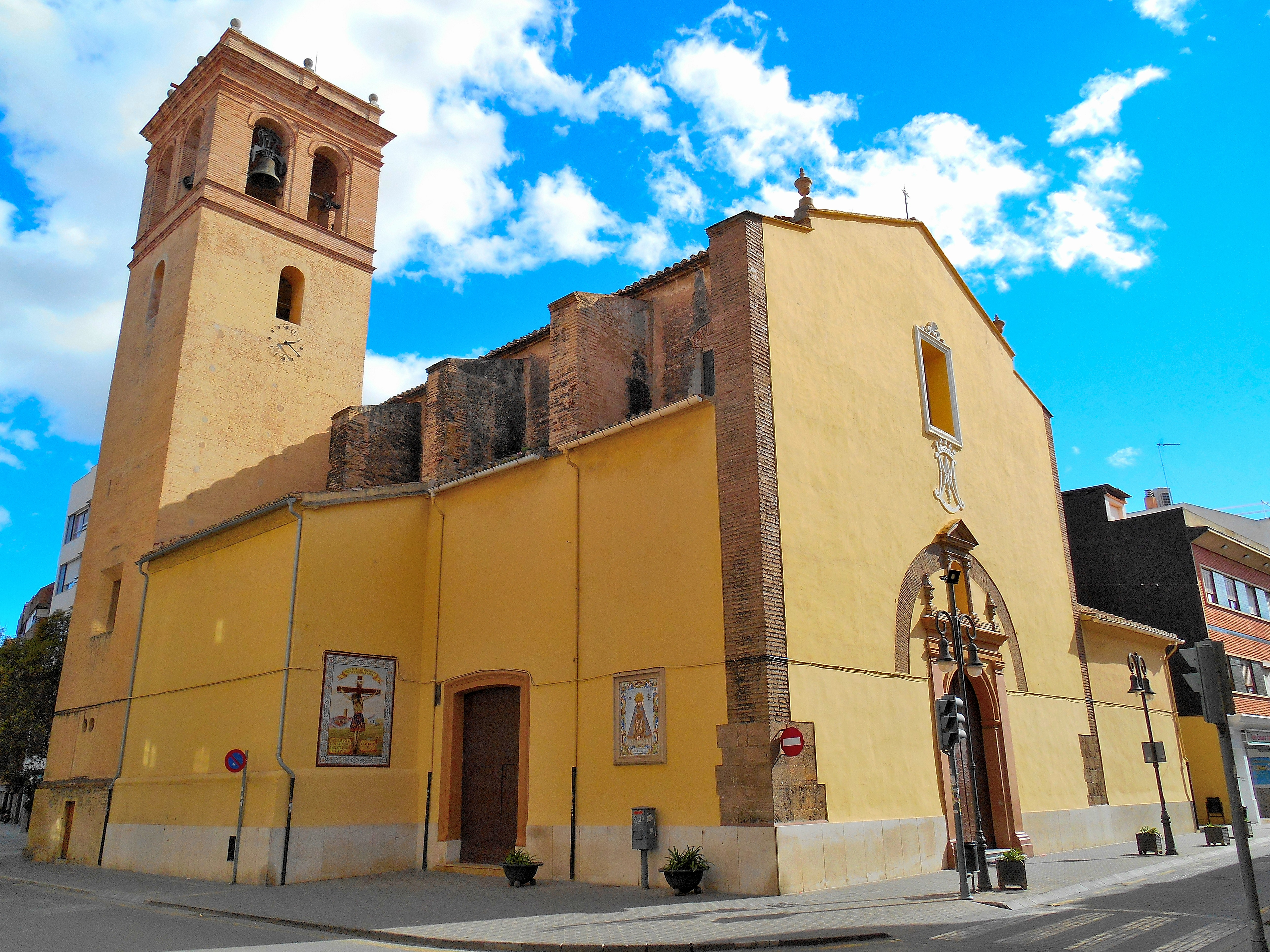
Església de l'Anunciació

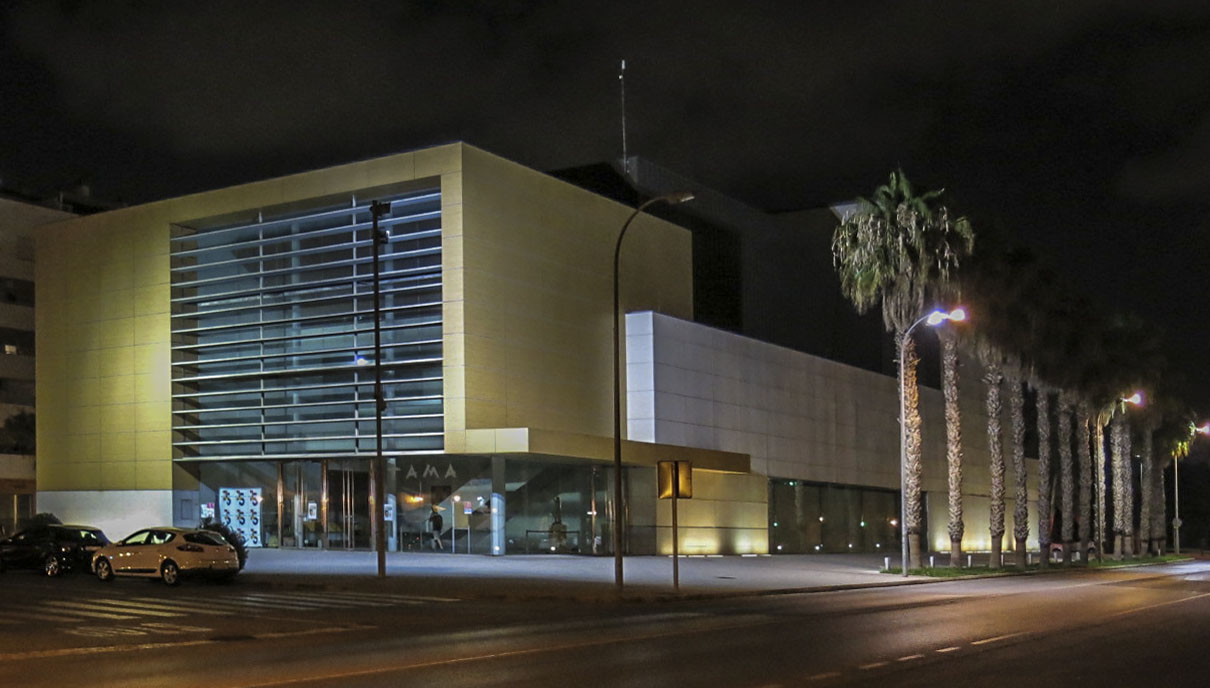
Teatre Auditori Municipal d'Aldaia (TAMA)

- Església de la Mare de Déu de l'Anunciació. Edifici construït entre les acaballes del segle xv i començaments del XVI, amb reformes i decoracions posteriors -sobretot del segle xviii- que no amaguen els trets gòtics de la fàbrica original, especialment en les nervadures de la nau principal, que té 16 metres de longitud, 15 d'alçada i 9 d'amplitud. La capella de la Comunió és del segle xix.
- Església del Salvador i la Mare de Déu de la Salette.[21]
- Ermita de la Mare de Déu de la Saleta, construïda en 1887.
- Ermita de Sant Miquel, xicotet temple situat al carrer Sant Miquel.
- Casa del Bollo. Típica casa de poble de finals del xviii, restaurada i destinada a Centre de Convivència.
- Casa del Tio Carmelo. Casa típica de l'horta, actualment Centre Mediambiental.
- Casa de la Llotgeta'. Edifici senyorial d'estil renaixentista de finals del segle xvi i principis del XVII. Està situada davant de l'Església de l'Anunciació, va ser propietat dels comtes de Nules i és un exemple de l'arquitectura civil d'eixe període, en el qual destaquen els arcs de la façana. Actualment alberga el Museu del Palmito, una mostra etnològica i artística dels ventalls realitzats en la població.[22]
- Antiga cisterna d'aigua, del segle xvii.
- Mina d'Aldaia. Es conserva en mal estat però queden alguns pous i part de les estructures.

## Festes i celebracions
Les festes majors d'Aldaia se celebren entre el 24 de juliol i el 6 d'agost, dia del seu patró, el Santíssim Crist dels Necessitats, quan se celebra la solemne processó i el cant de la carxofa. El dia abans té lloc la tradicional "Baixà" del Crist dels Necessitats des de la parròquia de La Saleta fins a la de L'Anunciació, declarada Bé d'Interés turístic Local en 2010. En el dia de la Carxofa és tradicional que les famílies menjen l'olla de la Festa del Crist i la sopà.
De les festes majors destacar també altres actes típics del municipi com són la festa del farolet, el corretraca, la "Cordà", la "Pujà" del Crist, la cavalcada, l'ofrena, el tir i arrossegament, els festivals de bandes, el sopar dels majors, la setmana "barrakuda", la desfilada de moda, concerts destacats a l'aire lliure...
A Aldaia se celebren també multitudinàriament les falles i el dia de Sant Josep entre el 15 i el 19 de març, la diada del 9 d'octubre, el Cant de l'Aurora a principis de maig, la Festa de les Fadrines el 8 de setembre. la Festa de Sant Roc en setembre. Les festes dels barris són igualment importants com poden ser a La Saleta, Sant Miquel, Sant Rafel, La Verge del Pilar o Sant Antoni.

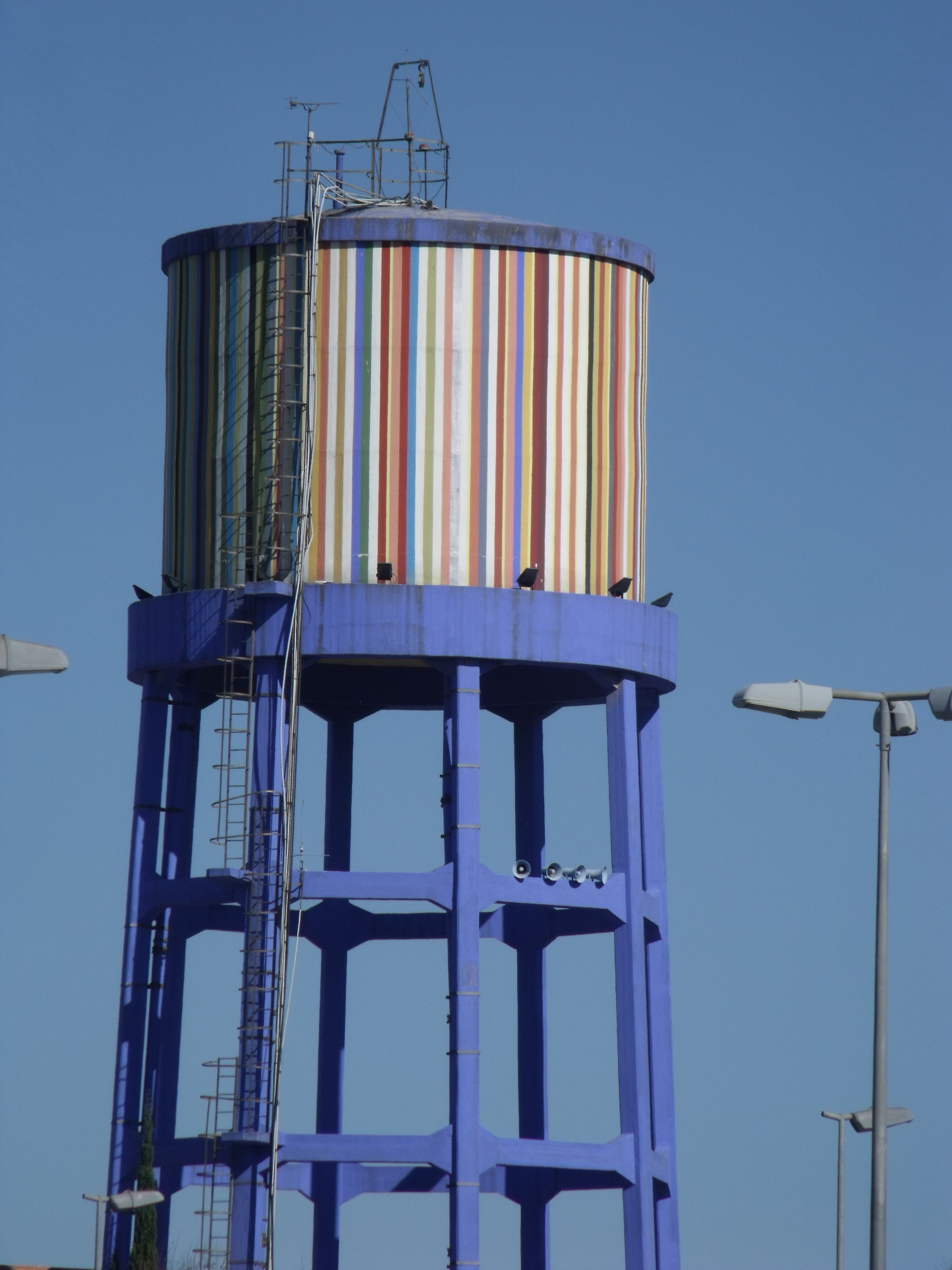
Dipòsit de l'aigua

## Persones rellevants
- Pasqual Fuentes i Alcàsser (Aldaia, 1721 - València, 1768), compositor.
- Joan Baptista Guzmán i Martínez (Aldaia, 1846 - Montserrat, 1909), monjo benedictí, compositor, mestre de capella de diverses catedrals i director de l'escolania de Montserrat.
- Joaquín Sorolla Piñón (Onda, 1875 - Aldaia, 1957), rector de 1921 i a 1957 i fill adoptiu , salvà llibres parroquials durant la guerra (1936-1939)
- Jorge Mistral (Aldaia, 1920 — Mèxic, 1972), actor.
- Vicente Guillot Fabián (Aldaia, 1941), futbolista del València CF.
- Jaume Ortí Ruiz (Aldaia, 1947 - València, 2017), president del València CF entre 2002 i 2005.
- Vicente Guillem Porta (Aldaia, 1953), oncòleg.
- Juan Sánchez Moreno (Aldaia, 1972), futbolista del València CF.